# Marbäcks församling, Göteborgs stift
Marbäcks församling var en församling i Göteborgs stift och i Ulricehamns kommun. Församlingen uppgick 2006 i Åsundens församling. 

## Administrativ historik
Församlingen har medeltida ursprung.
Församlingen var till 2002 annexförsamling i pastoratet Gällstad, (Södra) Säm, Grönahög, Tvärred, Marbäck och Finnekumla med undantag av tiden mellan 1 maj 1921 och 1962 då församlingen var annexförsamling i pastoratet Tvärred, Marbäck och Finnekumla. 
Från 2002 till 2006 var den annexförsamling i pastoratet Gällstad och Södra Säm, Grönahög, Tvärred, Marbäck och Finnekumla. Församlingen uppgick 2006 i Åsundens församling, som 2010 övergick till Skara stift.

## Kyrkor
- Marbäcks kyrka